# Jill Marie Jones
Jill Marie Jones (Dallas, 4 gennaio 1975) è un'attrice statunitense.

## Biografia
Nata in Texas, è stata parte delle Dallas Cowboys Cheerleader per due anni e nelle ballerine dei Dallas Mavericks per un anno, è entrata nell'USO interpretando viaggi in Israele, Giappone, Corea ed Egitto, per poi trasferirsi a Los Angeles dove diventa attrice.

## Filmografia

### Cinema
- Un nuovo marito per mamma (The Perfect Holiday), regia di Lance Rivera (2007)
- Pericolosamente bionda (Private Valentine: Blonde & Dangerous), regia di Steve Miner (2008)
- Una squadra molto speciale (The Longshots), regia di Fred Durst (2008)
- 35 and Ticking, regia di Russ Pare (2011)

### Televisione
- Girlfriends – serie TV, 137 episodi (2000-2006)
- American Horror Story – serie TV, episodio 2x11 (2012)
- Sleepy Hollow – serie TV, 6 episodi (2013-2015)
- Ash vs Evil Dead – serie TV, 10 episodi (2015-2016)
- Black-ish – serie TV, episodio 6x03 (2019)
- The Neighborhood – serie TV, episodio 5x19 (2023)

### Video musicali
- She Got Her Own di Ne-Yo (2008)